# Ocellularia diacida
Ocellularia diacida är en lavart som beskrevs av Mason Ellsworth Hale. 
Ocellularia diacida ingår i släktet Ocellularia och familjen Graphidaceae. Inga underarter finns listade i Catalogue of Life.